# BORN (テレビ番組)
「BORN」（ぼーん）は、1998年から2004年まで日本テレビで放送されていた関東ローカルの紀行番組（ミニ番組）である。正式なタイトルは『BORN 〜創造のとき〜』（ - そうぞうのとき）。電源開発（J-POWER）の一社提供。

## 番組概要
1998年4月に放送開始。ナレーターは俳優の森本レオ。日本全国のさまざまな地域の川の清流や森・林などの自然百景を春夏秋冬の各風景ごとにナレーションに定評のある森本の落ち着いた声で紹介していた。2004年3月をもって終了したが、放送枠移動前の2003年9月までスポンサーだったJ-POWERの一社提供は後番組の音のソノリティにも引き継がれた。

## 放送時間
- 1999年4月 - 2003年9月13日：土曜日　21:54 - 22:00。
- 2003年10月16日 - 2004年3月11日：木曜日　21:54 - 22:00森本レオのTV出演情報 45ページ目 ORICON STYLE 2016年10月13日閲覧。。